# Antonio Todaro
Antonio Todaro (ur. 1929, zm. 1994) – tancerz i choreograf tanga argentyńskiego, przyczynił się do odrodzenia tanga argentyńskiego w okresie 1983-1993.
Do jego szkoły należeli Angel Zotto i Milena Plebs, Guillermina i Roberto Reis, Vanina Bilous i Roberto Herrera, Pablo Veron i Carolina Iotti, Carlos Copello i Alicia Monti, Alejandro Aquino, Gustavo Russo i Alejandra Martinan i inni.
Styl tańca Todaro oparty był na dużej ilości skomplikowanych figur.